# St. Maria (Engishausen)

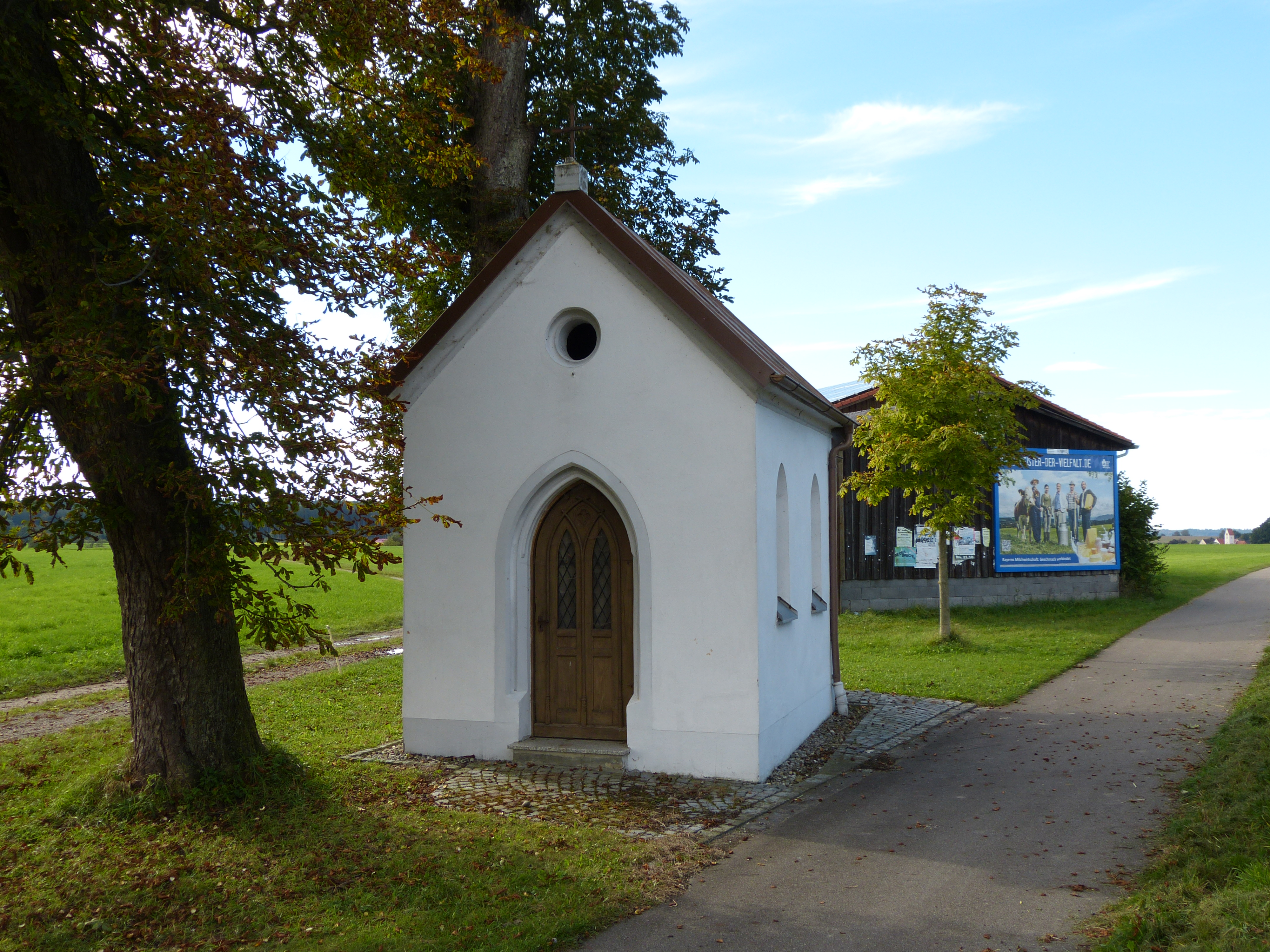
Kapelle St. Maria, Engishausen

Die römisch-katholische Kapelle St. Maria in Engishausen, einem Ortsteil der Gemeinde Egg an der Günz, im Landkreis Unterallgäu, Bayern, wurde in der Mitte des 19. Jahrhunderts von einem kinderlosen Ehepaar als Votivkapelle errichtet. Das kleine denkmalgeschützte Kapellengebäude ist ein schlichter neugotischer Bau und steht am nördlichen Ende des Ortes Engishausen.
Es besteht aus einem längsrechteckigen Langhaus an das sich ein leicht eingezogener Chor mit 5/8-Schluss anschließt. Langhaus und Chor haben eine Flachdecke auf einem Profilgesims. Zu beiden Seiten des Langhauses sind jeweils zwei kleine spitzbogige Fenster eingebaut. Der Zugang zur Kapelle erfolgt durch ein spitzbogiges Portal an der Westseite, das von einem profilierten Gewände umgeben ist. Oberhalb des Einganges im Giebel existiert eine kleine Rundbogenöffnung. Ein profiliertes Traufgesims umläuft die Kapelle. Der gefasste spitzbogige Chorbogen zwischen Langhaus und Apsis ist einspringend. Im Chor befindet sich seitlich jeweils ein kleines Spitzbogenfenster.
Der Altaraufsatz ist neubarock und in den Farben weiß und gold gefasst. Auf diesem befindet sich ein hochrechteckiges Bild einer Immaculata aus der zweiten Hälfte des 19. Jahrhunderts.